# Robert Grabarz
Robert Grabarz, född den 3 oktober 1987 i Enfield, är en brittisk friidrottare som tävlar i höjdhopp.

## Personliga rekord
- Höjdhopp utomhus - 2,36 meter (9 juni 2012 i New York)
- Höjdhopp inomhus - 2,34 meter (21 januari 2012 i Wuppertal)